# حمودو محمدو
حمودو محمدو (زاده ۱۹۵۴) سیاستمدار اهل نیجر است که از ۳ آوریل ۲۰۲۱ تا ۶ ژوئیه ۲۰۲۳ به عنوان نخست‌وزیر نیجر خدمت می‌کرد تا اینکه در کودتای ۲۰۲۳ نیجر برکنار شد.